# Pic Frontière
Le pic Frontière (en anglais : Boundary Peak) est une montagne à la frontière entre la région de l'Estrie, dans la province canadienne de Québec, et l'État américain du Maine, qui fait partie des Appalaches ; son altitude est de 1 175 mètres. Cette montagne n'a pas de nom officiel.

## Géographie
Cette montagne est située à la frontière canado-américaine entre les bornes 445 et 446. Elle est située à 5 km au sud du mont Gosford. La moitié sud-est du pic Frontière se trouve dans comté d'Oxford ; la moitié nord-ouest se trouve dans la municipalité régionale de comté Le Granit, au Québec.